# Айран
Айра́н — кисломолочный напиток на основе тураха, катыка или разновидность кефира у тюркских, кавказских, балканских народов.
В разных языках и у разных народов точный смысл названия и технология приготовления немного различаются, но общим является то, что это молочный продукт, получаемый при помощи молочнокислых бактерий. При этом у оседлых народов он жидкий и хорошо утоляет жажду, а у кочевых — густой как жидкая сметана, что очень удобно для хранения и транспортировки. Однако для утоления жажды густой айран требует разбавления водой, молоком или кумысом (разбавленный вариант у кочевников именуется суусаб/чалап/шалап). Имеет разный уровень жирности.

## Этимология
Пратюркский: *adïr- «отделять» + *-gān «суффикс существительного» > *adïrgān «отделённое молоко» > *ayïrgān > ayran. Название аналогично молочному продукту скир (skyr), образованному от глагола skera "отделять".
Слово по некоторым этимологическим данным впервые засвидетельствовано в кочо-уйгурском тексте 10 века и позднее в 11 веке, в словаре «Диван лугат ат-турк». Слово имеет интервокальный /j/ и потерю фрикатива /γ/ во всех тюркских ветвях, что является нетипичным развитием для некоторых из них, из-за этого предполагается распространение через огузские языки.

## Состав и микробиология
Традиционный айран изготавливается из коровьего молока с добавлением воды и соли. Вместо коровьего иногда используют козье или овечье молоко. Изготавливается закваской болгарской палочки и Streptococcus thermophilus. Айран обычно содержит 94 % воды, 1,2—1,5 % жира, 1,7 % белка и 0,75 % молочной кислоты. Болгарский айран имеет более высокую кислотность, до 1,16 %.
В качестве первоначальной закваски используется сычуг убитого новорождённого телёнка. Для этого сычуг солят и высушивают. После получения айрана становится возможным в дальнейшем использовать в качестве закваски уже изготовленный айран. Айран — напиток низкокалорийный, его калорийность варьируется от 25 до 60 килокалорий на 100 граммов в зависимости от жирности.

## Айран у оседлых народов
Особенностью напитка является то, что при его приготовлении катык смешивают с холодной кипячёной водой, родниковой или минеральной водой с добавлением кусочков льда. Наилучшим считается айран, в котором вода составляет не более 1/3, а лёд — чуть меньше 1/10 от общего количества катыка или сузьмы.

## Айран у кочевых народов

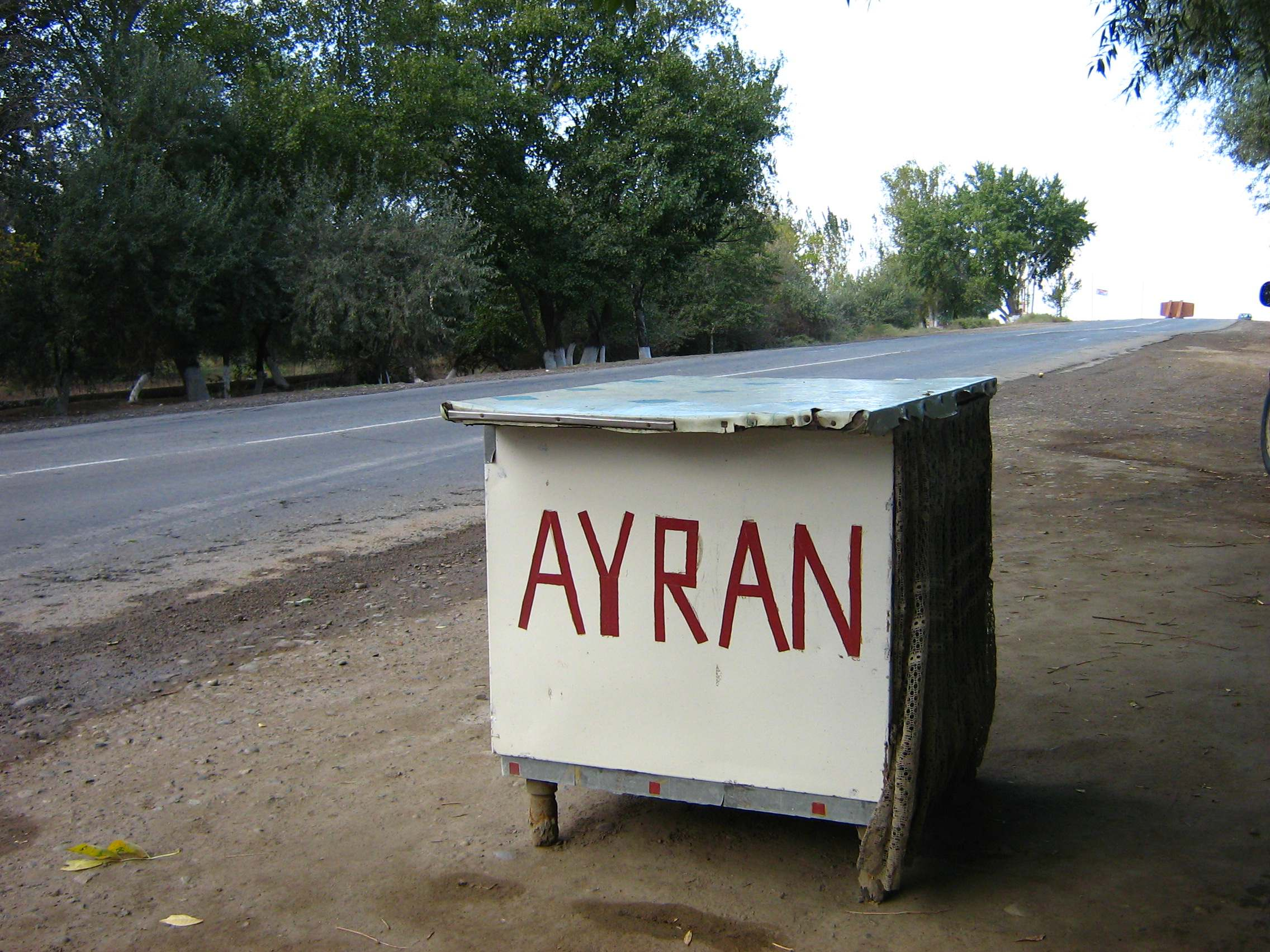
Придорожная точка по продаже айрана. Азербайджан

Айран получают путём заквашивания молока, которое в средние века заливали в пристёгнутый к седлу кожаный бурдюк с закваской, в современном же варианте молоко после добавления закваски ставят в тёплое место. Для утоления голода айран употребляется как еда, а для утоления жажды его смешивают с водой или кумысом, либо просто с молоком. При этом айран промышленного производства имеет несколько более жидкую консистенцию, чем айран, приготавливаемый традиционным (в бурдюке) или «домашним» (дома) способом. Из айрана также вырабатывается продукт сузьма путём удаления сыворотки. Из сузьмы, в свою очередь, добавлением соли и сушкой в тени изготавливается курут.

## Айран, катык и чалап/шалап
Если катык у оседлых народов примерно соответствует по консистенции айрану у кочевых, то катык у кочевых народов имеет ещё более густую консистенцию, чем айран, а словом чалап/шалап у кочевых народов именуется разбавленный для питья айран.

## Промышленное производство

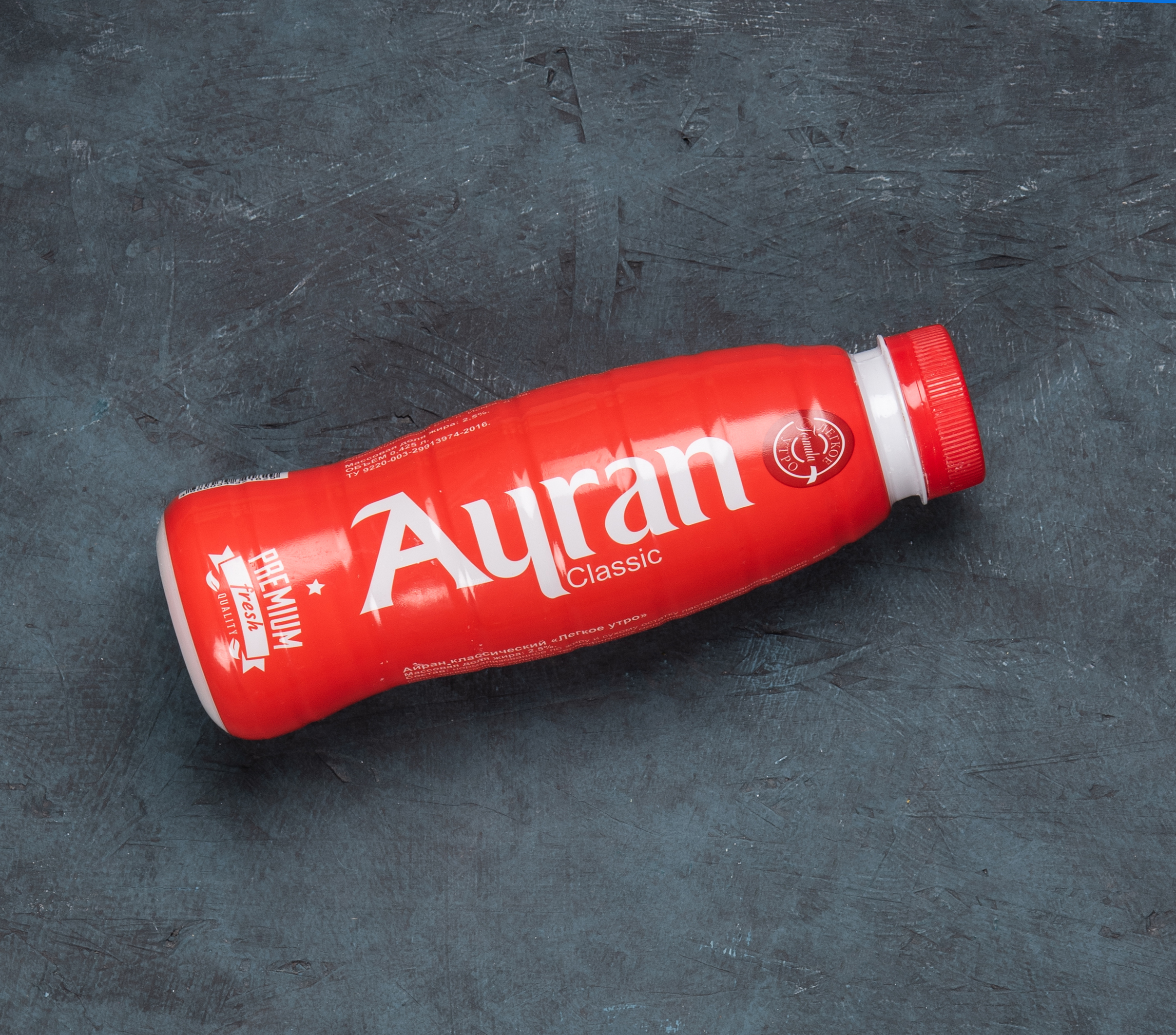
Айран в современной форме

Первая технология изготовления айрана в промышленных масштабах появилась в СССР в 1970-х годах в форме региональной документации в Ставрополье, Узбекистане, Азербайджане. В 1990-х годах началось промышленное производство тана и айрана. В 1999 году были разработаны общероссийские технические условия на этот продукт. В южных регионах и регионах Северного Кавказа айран производят примерно 10—15 заводов, а в целом по России таких предприятий десятки.